# Етен (Меза)
Етен (фр. Etain) је насељено место у Француској у региону Лорена, у департману Меза.
По подацима из 2011. године у општини је живело 3850 становника, а густина насељености је износила 192,5 становника/km².

## Демографија
| 1962. | 1968. | 1975. | 1982. | 1990. | 2011. |
| ----- | ----- | ----- | ----- | ----- | ----- |
| 3.764 | 2.810 | 3.773 | 3.807 | 3.577 | 3.850 |